# Metlika (Słowenia)
Metlika – miasto w Słowenii, siedziba gminy Metlika. W 2018 roku liczba ludności miasta wynosiła 3196 mieszkańców.
Jest położona w południowo-wschodniej części kraju, w regionie Bela krajina, nad rzeką Kupą. Miejscowa gospodarka oparta jest na przemyśle ceramicznym i włókienniczym.